# Fuscidea lygaea
Fuscidea lygaea är en lavart som först beskrevs av Erik Acharius, och fick sitt nu gällande namn av V. Wirth & Vezda. Fuscidea lygaea ingår i släktet Fuscidea och familjen Fuscideaceae.  Arten är reproducerande i Sverige. Inga underarter finns listade i Catalogue of Life.